# Ендемічний COVID-19
Значна кількість експертів прогнозують, що COVID-19 стане ендемічним захворюванням. Спостережувана поведінка SARS-CoV-2, вірусу, який спричинює COVID-19, свідчить про те, що він навряд чи вимре, а тривала відсутність вакцини проти COVID-19, яка забезпечує тривалий імунітет проти інфекції, означає, що його неможливо негайно викорінити; таким чином, майбутній перехід до ендемічної фази виглядає досить ймовірним. Під час ендемічної фази люди продовжуватимуть інфікуватися та хворіти, але у відносно стабільній кількості. Такий перехід може зайняти роки або десятиліття. Суперечки існують за те, що саме можна назвати ендемічною фазою.
Ендемічність COVID-19 відрізняється від надзвичайної ситуації у сфері охорони здоров'я з приводу COVID-19, що викликає міжнародне занепокоєння, яку Всесвітня організація охорони здоров'я припинила 5 травня 2023 року. «Ендемія» — це слово, яке часто неправильно розуміють і неправильно використовують поза сферою епідеміології. «Ендемічний» не означає «легкий», або що COVID-19 має стати менш небезпечним захворюванням. Деякі політики та коментатори пов'язували те, що вони назвали «ендемічним COVID-19», зі скасуванням санітарно-епідеміологічних обмежень або втішним поверненням до нормального життя як до пандемії.
Тяжкість ендемічного захворювання залежатиме від різних факторів, включаючи еволюцію вірусу, популяційний імунітет, а також розробку вакцини та проведення вакцинації.

## Визначення та характеристики

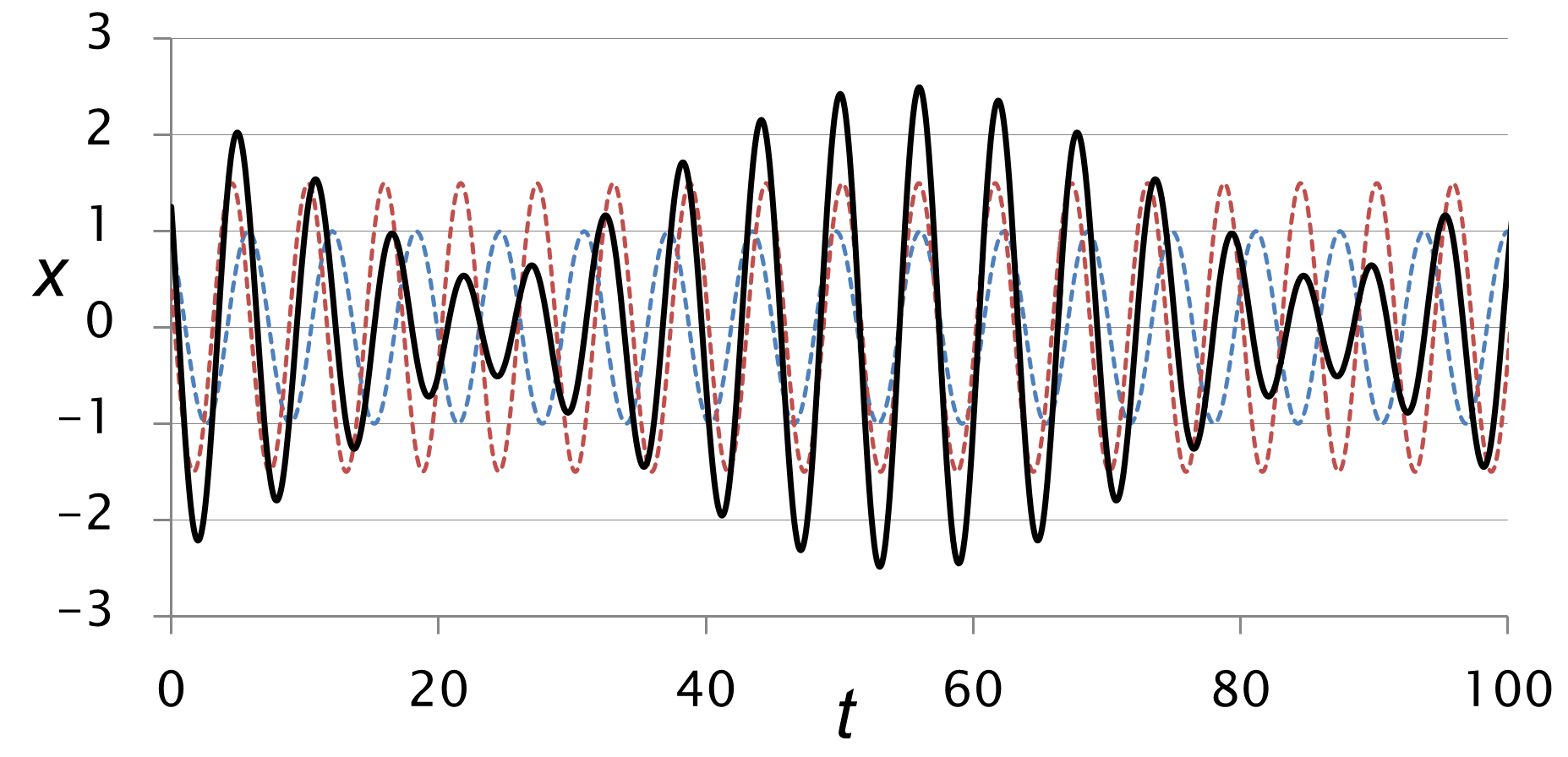
Під час ендемічної фази кількість хворих може бути високою або низькою, проте вона залишається в межах прогнозованого діапазону.

Інфекційне захворювання називається ендемічним, коли кількість хворих передбачувана. Це включає захворювання з передбачувано високим рівнем зараження (так звані гіперендемічні), а також захворювання з передбачувано низьким рівнем зараження (так звані гіпоендемічні). Ендемічний не означає «легкий»: захворювання зі стабільним рівнем зараження може бути пов'язане з будь-яким рівнем тяжкості захворювання та будь-яким рівнем смертності серед інфікованих людей. Ендемічний COVID-19 не є синонімом того, що COVID-19 стає безпечною, або що смертність і захворюваність стають меншою проблемою. Поширеність і відповідний тягар захворювання залежать від таких факторів, як швидкість появи нових варіантів, використання вакцин проти COVID-19 і зміни вірулентності захворювання (фактор, який залежить як від власних характеристик вірусу, так і від імунітету людей проти нього), скоріше. ніж залежність від ендемічності.
Загалом, усі нові інфекційні захворювання мають 5 потенційних наслідків:
- Ерадикація — з часом хвороба повністю зникає. Це не очікується для COVID-19.[1]
- Спорадичне поширення — непередбачувані окремі спалахи, які через будь-яку комбінацію факторів, що обмежують передачу (включаючи зміни в поведінці людей[10]), мають тенденцію не поширюватися за межі безпосереднього ланцюга інфекції. Цього ненадовго вдалося досягти на початку пандемії в кількох невеликих країнах завдяки суворим заходам спостереження[11], але це не очікуваний результат для COVID-19 у всьому світі.
- Епідемія — також називається місцевим або регіональним поширенням. Це найчастіше є результатом деяких властивих властивостей інфекції, наприклад того, як швидко в інфікованих людей з'являються симптомів хвороби, і певної поведінки, наприклад, скільки людей контактують з хворими і чи використовують вони будь-які ефективні нефармацевтичні заходи для обмеження поширення вірусу.[9][10] Це не очікується для COVID-19, оскільки люди часто стають заразними ще до появи будь-яких симптомів.[9]
- Пандемія — глобальний спалах, часто пов'язаний з новим патогеном, проти якого ніхто не має імунітету. COVID-19 став пандемією незабаром після виявлення перших випадків.
- Ендемічність — загальний результат для більшості нових інфекційних захворювань, які почалися у фазі пандемії, включаючи пандемічний грип. Багато експертів очікують, що COVID-19 стане ендемічним.[9]

Крім того, якщо інфекційна хвороба стає ендемічною, немає гарантії, що вона залишиться ендемічною назавжди. Захворювання, яке зазвичай є ендемічним, у майбутньому може стати епідемією чи пандемією. Наприклад, у деякі роки грип стає пандемією, хоча зазвичай це не пандемія.
Під час пандемії COVID-19 стало очевидно, що вірус SARS-CoV-2 навряд чи вимре. Поширена думка, що ліквідація є неможливою, особливо у тривалий час відсутності вакцини, яка забезпечує тривалий імунітет проти інфекції COVID-19.
Хоча всі інші наслідки можливі — спорадичний, епідемічний, пандемічний або ендемічний — багато експертів вважають, що COVID-19, швидше за все, стане ендемічним. Ендемічність характеризується постійними інфікуваннями вірусом, але з більш стабільною, передбачуваною кількістю інфікованих осіб, ніж в інших трьох категоріях.
Немає єдиного узгодженого визначення чи показника, який би доводив, що COVID-19 став ендемічним.

## Ендемічна епідеміологія
В огляді за березень 2022 року сказано, що вірус SARS-CoV-2 «неминуче» стане ендемічним для людей, і що важливо розробити стратегії охорони здоров'я, щоб передбачити це. Огляд за червень 2022 року передбачав, що вірус, який спричинює COVID-19, стане п'ятим ендемічним сезонним коронавірусом разом із чотирма іншими коронавірусами людини. У лютому 2023 року в огляді 4 коронавірусів звичайної застуди було зроблено висновок, що вірус стане сезонним і, як і звичайна застуда, спричинить менш серйозне захворювання для більшості людей.
Станом на 2023 рік вважалося, що перехід до ендемічного COVID-19 може тривати роки чи десятиліття.

## Детермінанти
Найбільшим фактором, що визначає, як проявляється ендемічність, є рівень імунітету, який люди набули в результаті вакцинації або прямого зараження. Тяжкість захворювання в ендемічній фазі залежить від того, наскільки довготривалим є імунітет проти важких наслідків. Якщо такий імунітет є довічним або триває довше, ніж імунітет проти повторного зараження, то повторні інфікування здебільшого будуть легкими, що призводить до ендемічної фази з легкою тяжкістю захворювання. В інших існуючих коронавірусів людини захист від інфекції є тимчасовим, але спостережувані випадки повторного зараження є відносно легкими.
Статус ендемічного захворювання вимагає стабільного рівня передачі. Будь-що, що може вплинути на рівень передачі, може визначити, чи хвороба стане і залишиться ендемічною, чи піде іншим шляхом. Ці фактори включають, але не обмежуються:
- демографічні фактори, такі як зміна чисельності населення та урбанізація, що призводить до змін у темпі контакту людей з інфікованими людьми (спалахи COVID-19 зберігаються довше в густонаселених міських районах), а також старіння населення, яке залишається заразним довше ніж молоді люди;
- зміни клімату, які можуть спричинити переміщення людей або різні ризики впливу;
- поведінка людей, наприклад подорожі, що може спричинити швидке поширення нових варіантів SARS-CoV-2;
- імунітет, включаючи існуючий і майбутній імунітет на основі вакцини та імунітет на основі інфекції, і
- сезонні коливання, наприклад, схильність виходити на вулицю в гарну погоду.

Багато факторів, які визначають, чи стане COVID-19 ендемічним, не є унікальними для COVID-19.

## Глобальний статус
5 травня 2023 року ВООЗ оголосила, що пандемія коронавірусної хвороби 2019 більше не є надзвичайною ситуацією для охорони здоров'я, яка має міжнародне значення. Тедрос Аданом Гебреїсус заявив, що тенденція до зниження кількості випадків за попередній рік «дозволила більшості країн повернутися до життя, яке ми знали до COVID-19», хоча попередив, що нові варіанти все ще можуть становити загрозу та що завершення поточного надзвичайного стану не означало, що COVID-19 більше не викликає занепокоєння у всьому світі.

## Культура і суспільство
За словами історика Джейкоба Стіра-Вільямса, те, що означає ендемічність, змінювалося з ХІХ століття, і бажання позначити COVID-19 як ендемічну хворобу на початку 2022 року було політичним і культурним явищем, пов'язаним із бажанням побачити, що пандемія закінчилася.
Палеовірусолог Аріс Кацуракіс написав у січні 2022 року, що слово «ендемічний» було одним із найбільших слів-паразитів під час пандемії COVID-19.
Редактор журналу «International Nursing Review» Трейсі Макдональд попередила в редакційній статті про ендемічність 2023 року, що «пастки для необережних політиків і коментаторів включають заяви з наукових питань, які виходять за межі їхніх знань і досвіду, а також небезпеку прийняття та неправильного використання езотеричної термінології, яка має нюансовані значення в межах професійних колах».
Коли з'явився COVID-19, більшість людей не були знайомі з терміном «ендемічний». Хоча уявлення про ендемічний COVID-19 в англомовних засобах масової інформації були однозначно негативними протягом перших тижнів пандемії, з тих пір концепція ендемічності була представлена в ЗМІ як позитивний результат. Англомовне висвітлення в засобах масової інформації, використовуючи «ендемічний», скоріше як модне слово для зміни погляду громадськості на COVID-19, ніж відповідно до суворого наукового визначення, прив'язало концепцію ендемічного COVID-19 до сезонного грипу. До грудня 2021 року ендемічність представлялася в засобах масової інформації як можливість, якою люди повинні скористатися, щоб «жити з вірусом» і досягти «нової норми». Людям казали, що ендемічність є бажаним результатом, який дозволить досягти не тільки фактичної ендемічності (стабільної, передбачуваної кількості інфікувань), але й принесе їм знайомі сезонні моделі інфекції, керовані вимоги до медичної допомоги та меншу вірулентне, відносно нешкідливе захворювання. Засоби масової інформації також об'єктивували ендемічність через метафору подорожі, особливо як пункт призначення в кінці «шляху до нормальності».